# Antoine Mahaut
Antoine Mahaut (auch: Anton Mahault) (* um 1719 in Namur; † 1785) war ein Komponist aus dem heutigen Belgien, Flötist und Musikredakteur. 

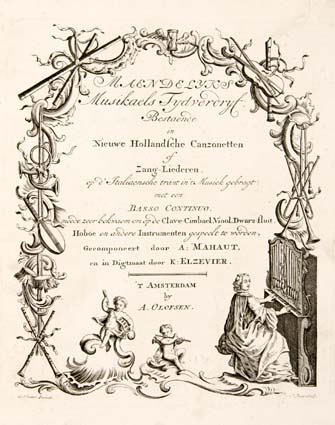
Maendelyks musikaels tydverdryf; Bestaende in nieuwe Hollandsche canzonetten of zang-liederen, Titelblatt einer Liedersammlung von Antoine Mahaut (1751–52)

## Leben
Mahaut wurde vermutlich von seinem Vater ausgebildet, 15-jährig kam er in die Dienste des Bischofs von Namur, Thomas de Strickland de Sigergh. 1736 reiste er nach London, wo er dem Verleger John Walsh begegnete, der seine Six Sonatas or Duets veröffentlichte. Ab 1737 bis 1760 lebte er in Amsterdam, von dort flüchtete er wegen unbeglichener Schulden nach Paris, wo er sich bereits in den Jahren 1740 und 1755 aufgehalten hatte. Auch führte ihn eine Reise nach Dresden und Augsburg. 1751 erhielt er das königliche Privileg seine Werke zu veröffentlichen. Seinen Lebensabend verbrachte er ab 1760 in einem französischen Kloster, um sich so seinen Amsterdamer Gläubigern zu entziehen.

## Werke
Mahaut veröffentlichte sowohl in niederländischer und französischer Sprache sein Lehrwerk für Flöte Nouvelle méthode pour apprendre en peu de temps а jouer la flute (1759, Paris und Amsterdam)
- Six Sonatas or Duets (1736, London)
- 6 Flötensonaten op. 1 (1740, Amsterdam)
- 6 Sonaten für Flöte, Oboe oder Violine (Paris, 1755)
- 6 Kammersonaten für 2 Flöten oder Violinen und B.c. (Paris, 1755)
- 6 Sonatas or Duets, für 2 Flöten oder Violinen (London, 1756)
- Mehrere Trios (Amsterdam)
- Mehrere technisch anspruchsvolle Flötenkonzerte
- 6 „sinfonie a piu stromenti“, op. 2 (Amsterdam, 1751 und Paris, 1759)
- 6 „sinfonie a quadro“ (Augsburg, 1751)

Die Sinfonien entsprechen in etwa dem Stil von Carl Stamitz oder François-Joseph Gossec.